# 21 Pułk Piechoty (Księstwo Warszawskie)
21 Pułk Piechoty – oddział piechoty Armii Księstwa Warszawskiego.
Sformowany w 1812 w Białymstoku. Był jednym z pięciu pułków piechoty powstałych w Wielkim Księstwie Litewskim.
Pułki były wzorowane na Wojsku Księstwa Warszawskiego – miały także identyczne mundury. Różniły się natomiast blachami na czapkach. Zamiast orła musiała być pogoń ale także spotykało się blachy z dwoma godłami polskim i litewskim oraz różniły się kokardami - były białe, a nie jak w wojsku Księstwa Warszawskiego – niebiesko-biało-karmazynowe. 
Pułk walczył w 1813 w obronie Modlina.
Po abdykacji Napoleona, car Aleksander I wyraził zgodę na odesłanie oddziałów polskich do kraju. Miały one stanowić bazę do tworzenia Wojska Polskiego pod dowództwem wielkiego księcia Konstantego. 13 czerwca 1814 roku pułkowi wyznaczono miejsce koncentracji w Siedlcach.
Pułk nie został jednak odtworzony, bowiem etat armii Królestwa Polskiego przewidywał tylko 12 pułków piechoty. Nowe pułki piechoty sformowano dopiero po wybuchu powstania listopadowego. Rozkaz dyktatora gen. Józefa Chłopickiego z 10 stycznia 1831 roku nakładał obowiązek ich organizowania na władze wojewódzkie. W województwie podlaskim tworzony był  1 Pułk Województwa Podlaskiego przemianowany później na 21 pułk piechoty liniowej

## Obsada personalna
- Dowódcy pułku[4]:

płk Karol Dominik Przeździecki (od 13 lipca 1812)
płk Giełgud (od 29 sierpnia 1812).
- major pułku – Węgierski
- dowódca 1 batalionu – Górski
- dowódca 2 batalionu – Andrychiewicz
- dowódca 3 batalionu – Łaszewski[5]